# Таскескенський район
47°10′00″ пн. ш. 80°30′00″ сх. д. / 47.16667° пн. ш. 80.50000° сх. д.
Таскескенський район (каз. Таскескен ауданы) — адміністративно-територіальна одиниця у складі Семипалатинської області, що існувала в 1980—1996 роках. Центр — село Таскескен.

## Історія
Таскескенський район було утворено 17 жовтня 1980 року у складі Семипалатинської області. До його складу увійшли Аксауленська, Каракольська, Кониршаулінська, Копинська та Шолпанська с/р Аягузького району, а також Ново-Троїцька та Передгірненська с/р Урджарського району.
У 1987 році з Бурлютобинського району Талди-Курганської області в Таскескенський район було передано смт Актогай.
У 1993 році Аксауленська с/р була перейменована на Акшаулінську, Ново-Троїцька — на Салкінбельську, Передгорненська — на Алтиншокинську.
29 жовтня 1996 року Таскескенський район було скасовано, а його територія розділена між Аягузьким та Урджарським районами.